# Bolesław Dudziński (duchowny)

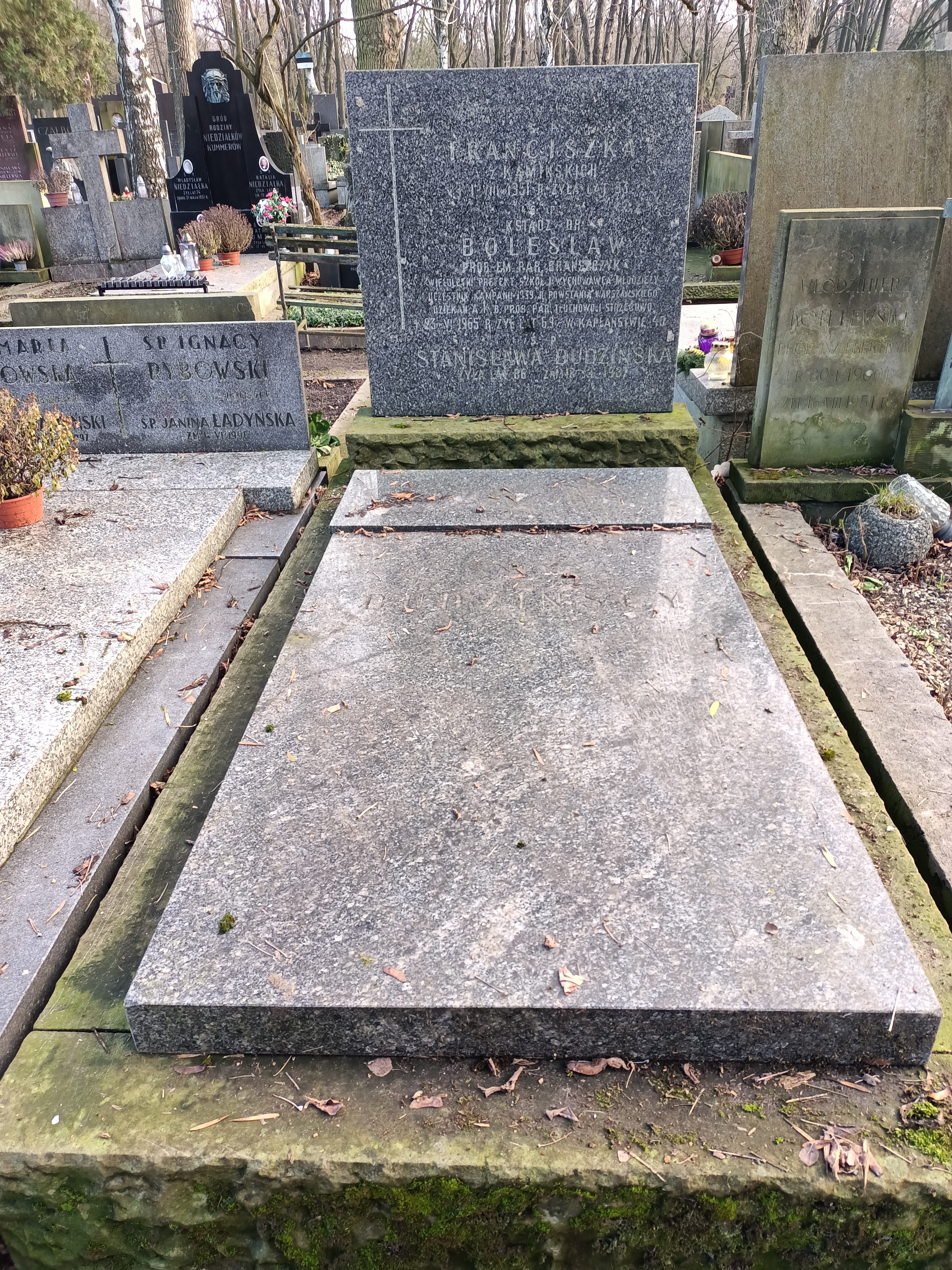
Nagrobek Bolesława Dudzińskiego na Cmentarzu Powązkowskim

Bolesław Dudziński (ur. 2 sierpnia 1895 w Mławie, zm. 22 czerwca 1965 w Warszawie) – polski ksiądz katolicki, doktor prawa, kapelan Wojska Polskiego, proboszcz w Tłuchowie, Strzegowie i Brańszczyku.
Był synem Aleksandra i Franciszki z Kamińskich. Po ukończeniu szkoły powszechnej uczęszczał do Szkoły Handlowej w Mławie, a potem przeniósł się do liceum diecezjalnego w Płocku. W 1918 r. wstąpił do seminarium duchownego w Płocku. Cztery lata później rozpoczął studia na Wydziale Teologicznym Uniwersytetu Warszawskiego. Po uzyskaniu magisterium, 19 kwietnia 1924 r. przyjął w Warszawie, z rąk bp. pomocniczego Kazimierza Ruszkiewicza święcenia kapłańskie. W 1931 r. uzyskał na UW stopień doktora prawa.
Pracował kolejno jako prefekt szkół w parafiach: Maków Mazowiecki (1927–1928), Gąbin (1928–1930), Gostynin (1930–1931), Wyszków (1931–1937). W 1937 r. został prefektem i kapelanem sióstr kapucynek w Przasnyszu. W kampanii wrześniowej był kapelanem Wojska Polskiego, dostał się do niemieckiej niewoli, udało mu się uciec z transportu w cywilnym ubraniu. Okres okupacji przeżył w Warszawie, gdzie zaangażował się w działalność konspiracyjną. Ratował Żydów i innych ludzi zagrożonych wywózką lub aresztowaniem. Po wojnie pracował jako proboszcz w parafiach: Tłuchowo (1945–1950), Strzegowo (1950–1958) i Brańszczyk (od 15 marca 1958). W 1956 r. został odznaczony kanonią honorową. Władze państwowe dwukrotnie odmawiały zatwierdzenia nominacji ks. Dudzińskiego na stanowisko proboszcza w Baboszewie i Cieksynie. 15 marca 1963 r. przeszedł na emeryturę. Zmarł w warszawskim Szpitalu Dzieciątka Jezus. Pochowany został na cmentarzu Powązkowskim w Warszawie.(kwatera 140 rząd 4 grób 15).